# Jason Castro (cantante)
Jason René Castro (Dallas, 25 marzo 1987) è un cantautore statunitense.

## Biografia
Nato a Dallas (Texas), è di origini colombiane.
Ha partecipato alla settima edizione del talent-show televisivo musicale American Idol, classificandosi quarto.
Dopo la partecipazione al programma, ha firmato un contratto discografico con la Atlantic Records e ha pubblicato l'eponimo album d'esordio nell'aprile 2010.
Nel novembre 2010 è uscito il suo secondo album Who I Am.
Il suo terzo disco è invece datato gennaio 2013 ed è uscito per la Word Records.

## Discografia
Album studio
- 2010 - Jason Castro
- 2010 - Who I Am
- 2013 - Only a Mountain